# Othon Friesz

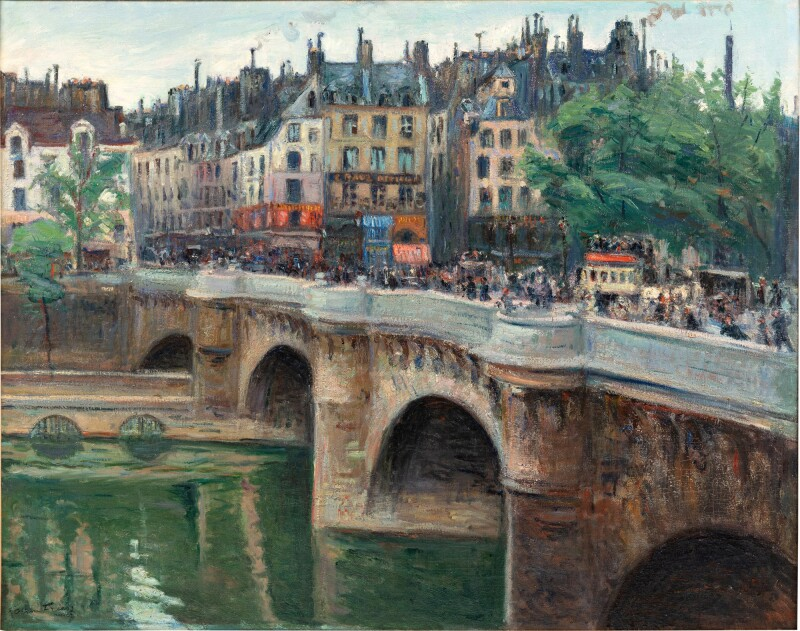

Othon Friesz (ur. 6 lutego 1879, zm. 10 stycznia 1949 w Paryżu) – malarz francuski związany z impresjonizmem i fowizmem. Tworzył portrety, akty, pejzaże, widoki miejskie i kartony do gobelinów.
Urodzony w Hawrze w Normandii, gdzie w latach 1895–1896 uczył się w miejscowej szkole sztuk pięknych. W 1897 r. wraz z przyjacielem Raoulem Dufy wyjechał na studia do Paryża, gdzie poznał m.in. Henri Matisse'a i Alberta Marqueta. Podobnie jak oni, zbuntował się przeciwko akademickiej szkole Léona Bonnata i dołączył do fowistów. W 1907 powrócił do Normandii, gdzie w 1912 założył własne studio. Brał udział w I wojnie światowej. Od 1919 do końca życia mieszkał w Paryżu. W tym okresie zaznaczył się w jego twórczości zwrot ku realizmowi. W czasie II wojny światowej związał się z kolaboracyjną organizacją Grupa "Collaboration", kierując jej podsekcją sztuk plastycznych. Został pochowany na Cmentarzu Montparnasse w Paryżu.

## Twórczość
- Port w Antwerpii
- Krajobraz z kąpiącymi się
- Port w Dieppe